# Governo Stojadinović III
Il Governo Stojadinović III guidato da Milan Stojadinović resse il Regno di Jugoslavia dal 21 dicembre 1938 al 5 febbraio 1939.

## Composizione
| Carica                                                               | Titolare | Titolare | Titolare           | Note                      |
| -------------------------------------------------------------------- | -------- | -------- | ------------------ | ------------------------- |
| Presidente del Consiglio dei Ministri e Ministro degli Affari Esteri |          |          | Milan Stojadinović | Unione Radicale Jugoslava |
| Ministro dell'Esercito e della Marina                                |          |          | Milutin Nedić      |                           |
| Ministro dell'Interno                                                |          |          | Milan Aćimović     |                           |
| Ministro della Giustizia                                             |          |          | Milan Simonović    |                           |
| Ministro dell'Istruzione                                             |          |          | Bogoljub Kujundžić |                           |
| Ministro delle finanze                                               |          |          | Dušan Letica       |                           |
| Ministro delle infrastrutture                                        |          |          | Miha Krek          |                           |
| Ministro del Commercio e dell'Industria                              |          |          | Nikola Kalambin    |                           |
| Ministro dell'agricoltura                                            |          |          | Svetozar Stanković |                           |
| Ministro delle Poste, Telegrafi e Telefoni                           |          |          | Panta Jovanović    |                           |
| Ministro delle Foreste e delle Miniere                               |          |          | Dobrivoje Stošović |                           |
| Ministro dei Trasporti                                               |          |          | Mehmed Spaho       |                           |
| Ministro delle Politiche Sociali e della Sanità Pubblica             |          |          | Dragiša Cvetković  |                           |
| Ministro dell'Educazione Fisica del Popolo                           |          |          | Ante Masarović     |                           |
| Ministro senza portafoglio                                           |          |          | Vojislav Đorđević  |                           |
| Ministro senza portafoglio                                           |          |          | Džafer Kulenović   |                           |
| Ministro senza portafoglio                                           |          |          | Franc Snoj         |                           |